# Deutsches Wohnungshilfswerk
Durch das Deutsche Wohnungshilfswerk (DWH) unter der Leitung des Reichswohnungskommissars (RWK) sollte im Zweiten Weltkrieg und darüber hinaus behelfsmäßiger Wohnraum für Millionen von ausgebombten Deutschen errichtet werden.

## Überblick
Das Hilfswerk wurde mit Erlass Adolf Hitlers vom 9. September 1943 errichtet, um auf Kosten des Reichs „erträgliche Unterkünfte für Luftkriegsbetroffene“ zu schaffen, insbesondere durch „Aufstellung von einfachen Behelfsheimen in Siedlungsform“ in „weitestgehender Selbst- und Gemeinschaftshilfe der Bevölkerung.“ Gegen den Widerstand großer Teile der nationalsozialistischen Führungsriege wurde Robert Ley, der gleichzeitig Reichsorganisationsleiter der NSDAP, Leiter der Deutschen Arbeitsfront und Reichswohnungskommissar war, mit der Durchführung sowie dem Erlass der erforderlichen Vorschriften und Anordnungen beauftragt. Im DWH wurden bereits bestehende sozialpolitische Maßnahmen zur Unterbringung Luftkriegsgeschädigter gebündelt und weiterentwickelt.
Fortgeführt wurden Unterstützungen zum Ausbau von Dachgeschossen und bestehenden Gartenlauben in Behelfswohnungen, die Sicherung bombengeschädigter Häuser durch den Aufsatz von Notdächern, sowie die Errichtung von „Behelfsunterkünften für Bombengeschädigte“, einem zweigeschossigen normierten Barackenbau für 16 Familien nach einer Entwicklung von Ernst Neufert. Dessen Errichtung erwies sich Ende 1943 als zu material- und arbeitsintensiv, so dass die BfB-Aktion Anfang 1944 mit weniger als 3.000 erstellten Gebäuden eingestellt wurde.

## Organisation

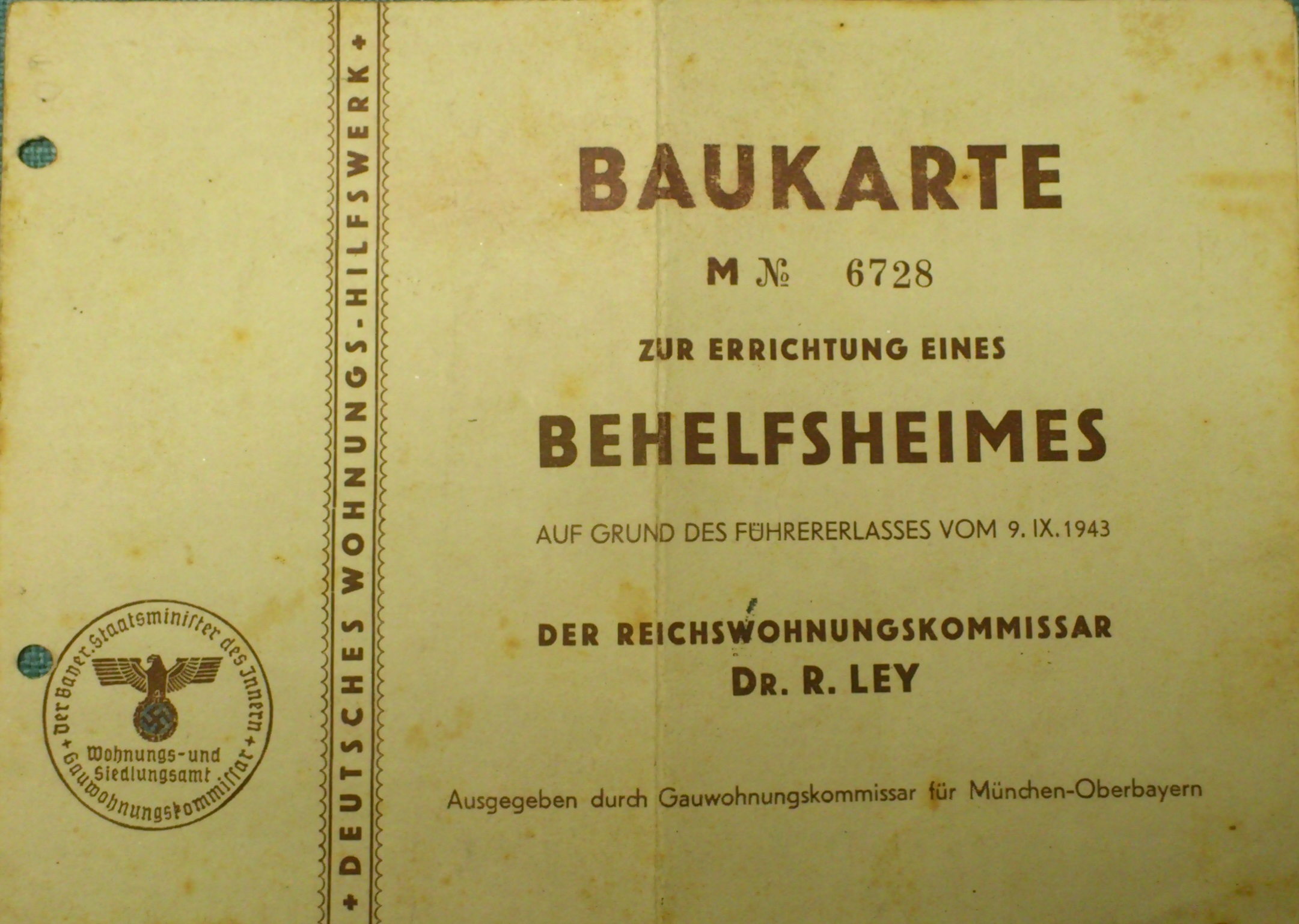
Baukarte Vorderseite

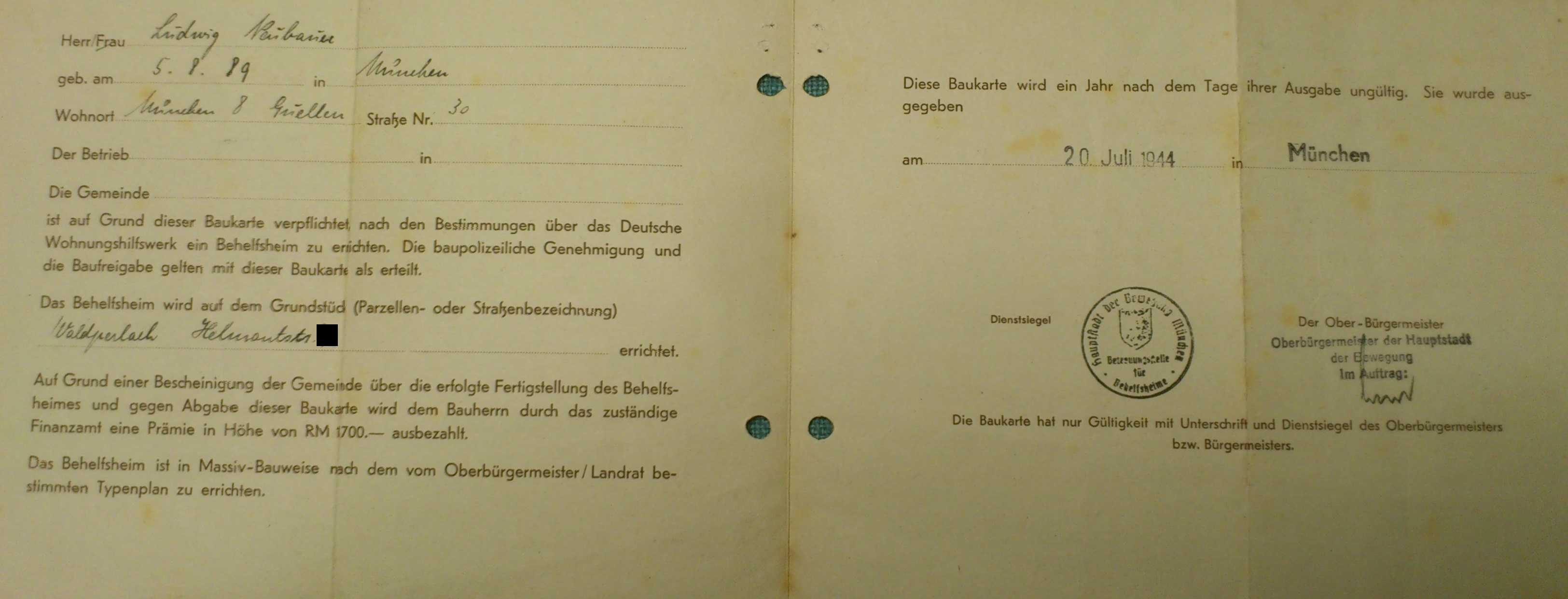
Baukarte Innenteil

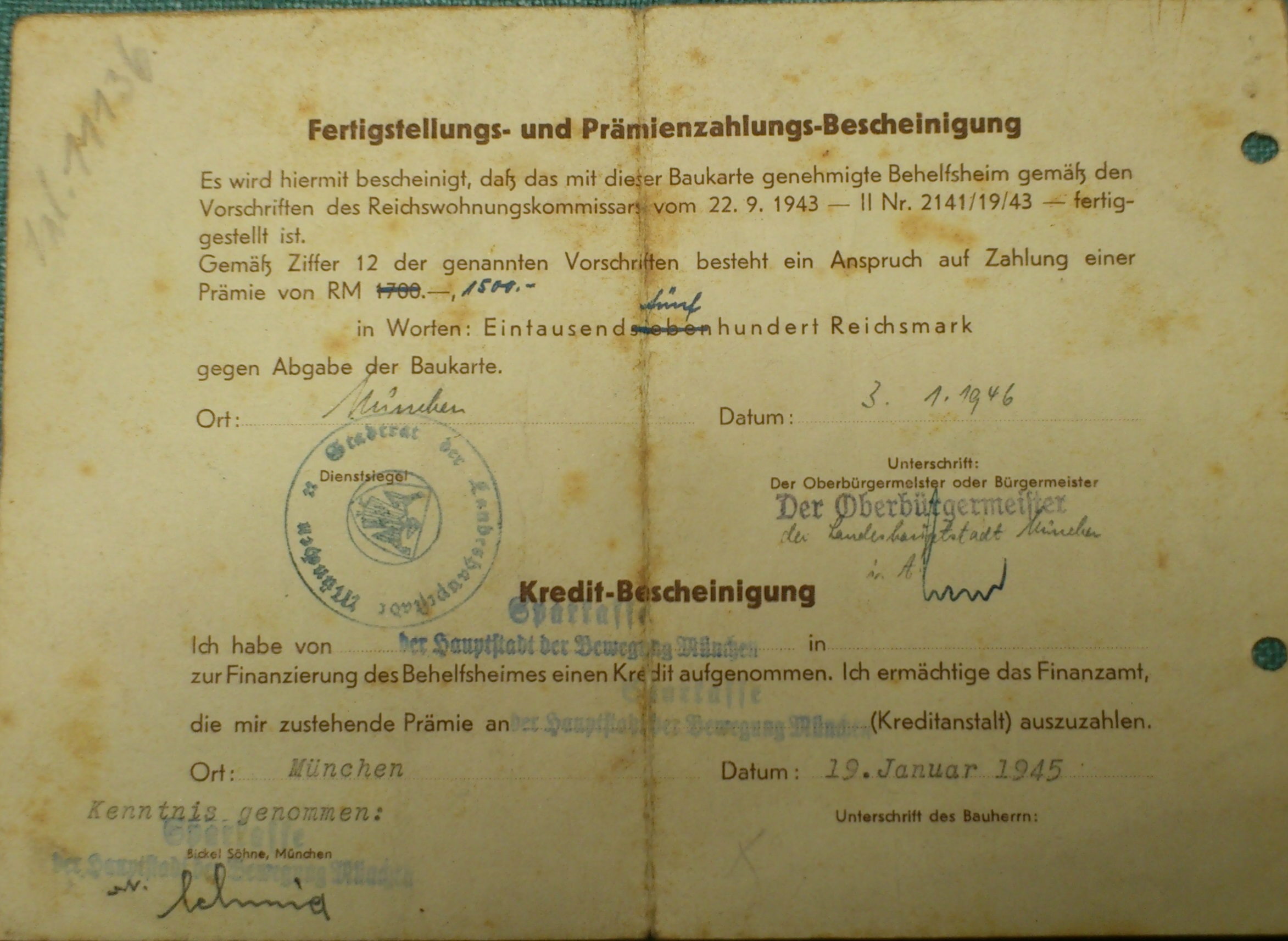
Baukarte Rückseite

Organisatorisch griff Ley für das DWH größtenteils auf bestehende Verwaltungsstrukturen zurück; im gesamten Reichsgebiet waren die Gauleiter in ihrer Funktion als Gauwohnungskommissare für die Umsetzung verantwortlich. Diese delegierten die Umsetzung an die örtlichen Bürgermeister. Die Grundstücke für die Errichtung der Behelfsheime sollten kostenlos zur Verfügung gestellt werden, während die Kosten für die Errichtung vom Deutschen Reich übernommen wurden. Hierfür erhielt der Bauherr vom Bürgermeister eine Baukarte, die die Rückzahlung von insgesamt 1.700 Reichsmark nach Fertigstellung garantierte. Waren keine eigenen Baustoffe (z. B. aus der Trümmerverwertung) vorhanden, so konnten über eine zur Baukarte gehörende Teillieferungskarte – wenn vorhanden – Kontingente an Baustoffen bezogen werden. Dieses Mittel zeigte sich im fortschreitenden Kriegsverlauf als wenig effektiv, da die noch vorhandenen hochwertigen Baustoffe in erster Linie für Rüstungszwecke eingesetzt wurden.
Behelfsheime entstanden auf drei verschiedene Wege:
1. In Eigenleistung durch den zukünftigen Bewohner; der Bauherr erhielt von der Gemeinde eine „Behelfsheimfibel“ zur Baukarte, die eine Bauanleitung darstellte.
2. Als Gemeinschaftsaufgabe von Angestellten eines Arbeitgebers, nach Anleitung von nicht kriegsdiensttauglichen Baufachleuten.
3. Als größeres Siedlungsprojekt im Auftrag eines Unternehmens oder einer Kommune, umgesetzt durch die Bauhilfe der Deutschen Arbeitsfront GmbH unter Einsatz von „Ostarbeitern“ (sprich Zwangsarbeitern). Hier kamen häufig industriell vorgefertigte Behelfsheimtypen zum Einsatz, welche im Montagebau errichtet wurden.

## Behelfsheimtypen
Das Behelfsheim des DWH, auch Reichseinheitstyp, Ley-Haus oder Ley-Bude genannt, wurde von der Deutschen Akademie für Wohnungswesen e. V. (DAW), die dem RWK als Forschungsinstitut angegliedert war, durch die Abteilung Typung und Normung unter Hans Spiegel entwickelt. Hitler hatte persönlich auf die Größe Einfluss genommen, nachdem ihm verschiedene Probetypen von Behelfsheimen in seinem militärischen Hauptquartier in Ostpreußen, der „Wolfsschanze“ vorgeführt worden waren.

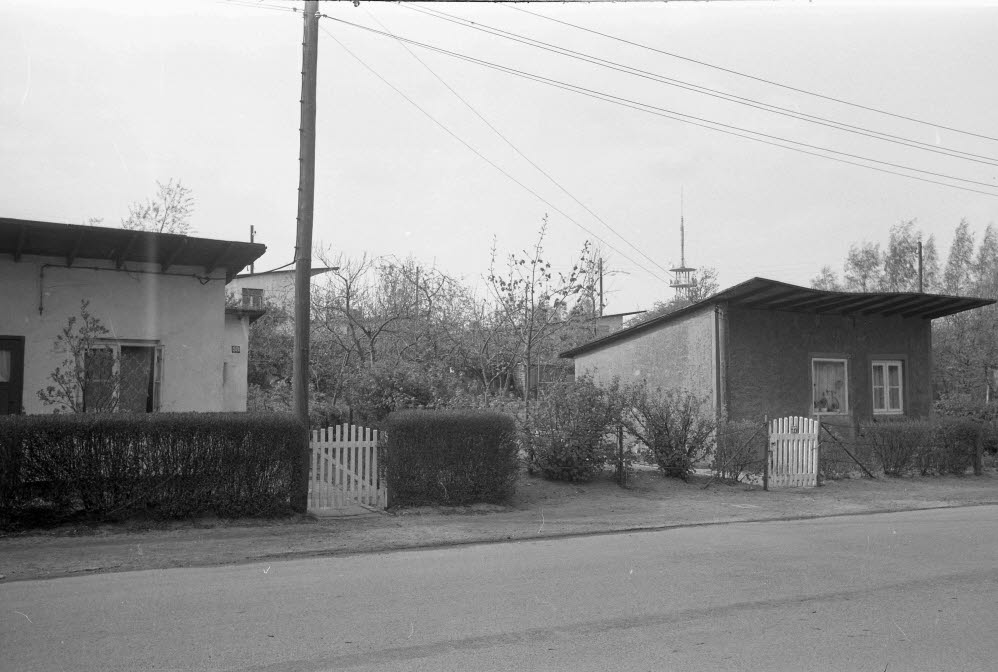
Behelfsheime in Kiel (1963)

Das Grundmaß des Behelfsheims des DWH betrug 4,10 m × 5,10 m; je nach Material und Bauverfahren waren geringe Abweichungen zulässig. Das Dach wurde meist als weit auskragendes Pultdach ausgeführt, um einen regengeschützten Aufenthalt vor dem Gebäude zu ermöglichen. Wasser- und Abwasseranschluss waren nicht vorgesehen, für eine Stromversorgung sollten gegebenenfalls normierte Kabelsätze zur Verfügung stehen.
Im Inneren bestand das Behelfsheim aus zwei Räumen, die durch einen einzelnen Ofen beheizt wurden. Der Ofen diente dabei gleichzeitig als Herd. Im Eingangsbereich, der als Windfang ausgeführt war, befand sich eine 60 cm tiefe Grube, die den Kühlschrank ersetzen sollte. Konnte der Bewohner das Behelfsheim nicht mit eigenen Möbeln ausstatten, so standen normierte Möbel zur Verfügung, die aus dem von der Möbelindustrie eingerichteten Kriegsauflagenprogramm stammten, welches bereits vor 1943 bestand und an die Bedürfnisse des DWH geringfügig angepasst wurde.
Als Baumaterial kamen alle bis zum Ende des Krieges beschaffbaren Stoffe in Frage; viele Baustoffe, welche im Wiederaufbau eine bedeutende Rolle spielten, wurden im Rahmen des DWH entwickelt und erstmals angewandt. Von den beteiligten Firmen wurden umfangreiche Versuche mit Baustoffen gemacht; hier sind zu nennen: Holzbeton, Lehmbeton, Einsatz von Hochofenschlacke als Zementersatz, Trümmerschuttzuschlag bei Betonbauten u. a. In den Regionen mit umfangreichen Lehmvorkommen wurden Bauwillige in der Technik des Lehmbaus geschult.

## Umsetzung des DWH
In der Praxis erfüllte das DWH nie die Erwartungen, die Ley ursprünglich formuliert hatte. Von den für 1944 geplanten einer Million Behelfsunterkünften entstand nur ein Bruchteil, insgesamt wurden zwischen Herbst 1943 und Sommer 1946 etwa 300.000 Wohneinheiten errichtet; wie groß dabei der Anteil an Behelfsheimen war, lässt sich nicht mit Sicherheit bestimmen.
Gründe für das weitgehende Scheitern waren fehlendes Baumaterial, die größtenteils durch Laien umgesetzten Baumaßnahmen sowie die geringe Bereitschaft der Kommunen, geeignetes Land zur Verfügung zu stellen. Darüber hinaus war der arbeitsfähige Teil der Bevölkerung größtenteils entweder im Kriegseinsatz oder in der Rüstungsindustrie tätig. Durch diese Beanspruchung verblieben nur wenige personelle Ressourcen zur Umsetzung des DWH. Durch die fehlende Fachkenntnis der privaten Bauherren dauerte die Umsetzung meist länger als veranschlagt; die Anzahl an Bauschäden durch Witterungseinwirkung und fachliche Mängel waren erheblich.
Ähnliche Schwierigkeiten zeigten sich bei den industriell vorgefertigten Behelfsheimen in Montagebauverfahren. Dafür waren oftmals die Baustoffe nicht ausreichend witterungsbeständig und die Konstruktionen wenig ausgereift, sodass die Gebäude im Winter und bei Regen zugig und undicht waren.
Aber so vielfältig die einzelnen Gründe des Scheiterns auch waren, insgesamt muss wohl bezweifelt werden, dass Hitler mit seinem Erlass oder Ley mit der Umsetzung eine tatsächliche Verbesserung der ausgebombten deutschen „Volksgenossen“ anstrebte.
Eine einheitliche Gestaltung der Behelfsheime ließ sich nicht durchsetzen. Waren Doppelbehelfsheime für größere Familien noch durch einen Erlass gedeckt, so wurden entgegen den Bestimmungen Dachböden ausgebaut, Keller errichtet, die Grundrisse verändert, die vorgegebene Größe überschritten.
Das DWH endete nicht mit der deutschen Kapitulation, sondern bestand auf Anordnung der Besatzungsmächte bis zum Sommer 1946; d. h. für bereits vor Kriegsende ausgegebene Baukarten konnte die Fertigstellungsprämie bis zu diesem Zeitpunkt abgerechnet werden.

## Verbliebene Reste
Das DWH ist weitgehend aus dem Bewusstsein der Bevölkerung verschwunden. Es existieren nur noch wenige im originalen Zustand erhaltene Gebäude, aber ein großer Bestand von Wohnhäusern geht im Kern auf später erweiterte Behelfsheime zurück. Zu finden sind diese vielfach in der freien Landschaft (im Außenbereich), manchmal auch in Kleingartenanlagen, von denen in Deutschland eine ganze Reihe aus ehemaligen Behelfsheimsiedlungen hervorgegangen sind. Da im Außenbereich und in Kleingartensiedlungen normalerweise keine Wohnhäuser zulässig sind und die Bauten fast immer nachträglich erweitert wurden, kommt es mitunter zu Rechtsstreitigkeiten, ob die Bauten Bestandsschutz genießen (die Bauten wurden zwar ohne Baugenehmigung, jedoch rechtmäßig errichtet) und ob dieser an die ursprünglichen Bewohner gebunden ist. An vielen Stellen im Umkreis von Münster (etwa in der Feldflur der Stadt Telgte) finden sich viele einzelne Behelfsheime; dazu in Gera (Untermhaus) und Wilhelmshaven (Bahnzeile) Behelfsheimsiedlungen, deren Bewohner die Gebäude in den letzten Jahrzehnten zu kompletten Wohnhäusern erweitert haben. Der Ursprung ist anhand der Lage der Häuser und anhand der Fensterteilung noch erkennbar.
Nicht nur in den Städten, sondern auch auf dem Lande wurde das Wohnungshilfswerk aktiv. In Bokel (Landkreis Cuxhaven) sollten zehn Notwohnungen gebaut werden, weil 220 Personen im Herbst 1944 untergebracht werden mussten, die durch Bombenangriffe vornehmlich in Bremerhaven ihre Wohnungen verloren hatten. Fünf wurden gebaut.
Im Bereich der kleinen Stadt Telgte sind allein in den Jahren 1943 bis 1945 etwa 250 Behelfsheime errichtet worden, weitgehend nicht in der Form von durch Organisationen oder Behörden initiierten Siedlungen, sondern nach vielfach individuellen Plänen durch einzelne Bürger, zumeist von in Münster ausgebombten bessergestellten Bürgern.
Es ist schwer unterscheidbar, welche Behelfsheime während des Krieges im Namen des DWH errichtet wurden und welche Gebäude in der unmittelbaren Nachkriegszeit als Behelfsheime entstanden. Diese Nachkriegsbauten überwogen in der Anzahl erheblich; so sind in Hamburg für das Jahr 1949 ca. 3.600 Behelfsheime nach dem DWH, aber ca. 45.000 Behelfsheime aus der Nachkriegszeit nachgewiesen.
Das Freilichtmuseum am Kiekeberg stellt seit Sommer 2025 eine der wenigen, originalgetreu erhaltenen Ley-Buden öffentlich aus.